# Zambiaanse algemene verkiezingen 2011

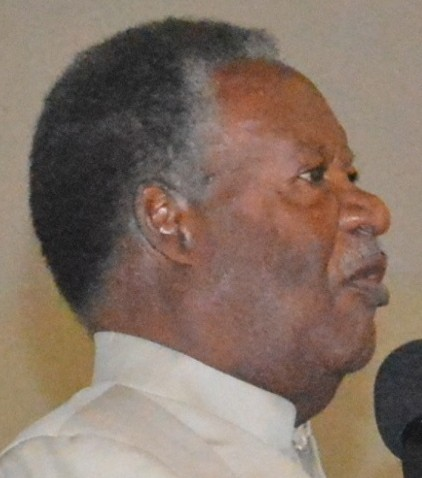
Michael Sata

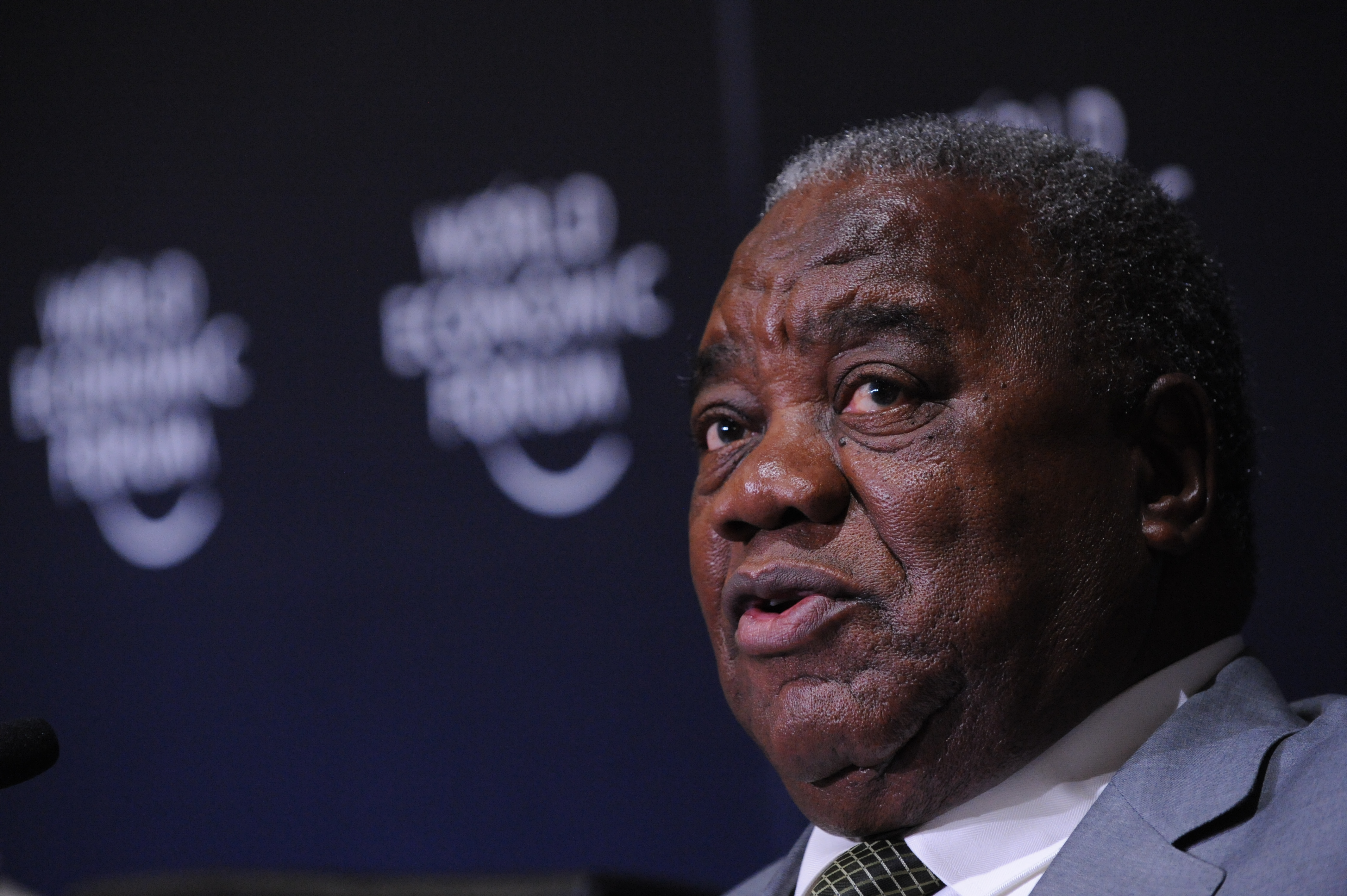
Rupia Banda

De algemene verkiezingen in Zambia in 2011 vonden plaats op 20 september 2011. Tijdens deze verkiezingen werd een nieuwe president en een nieuw parlement gekozen.

## Achtergrond
De zittende president Rupiah Banda van de Movement for Multi-Party Democracy party stelde zich voor zijn eerste hele termijn verkiesbaar. Hij was tussentijds gekozen nadat president Levy Mwanawasa in augustus 2008 overleed. Zijn belangrijkste tegenkandidaat was Michael Sata van het Patriotic Front.
Veel Chinese bedrijven investeren in Zambia. De omvang van Chinese investeringen bedroeg eind 2010 rond anderhalf miljard euro. Vooral de Zambiaanse koperwinning groeide snel. Sata beschuldigde de Chinese mijnbedrijven ervan misbruik te maken van de werkkrachten. Veiligheidsvoorwaarden werden massaal genegeerd en de werknemers zouden als slaven worden behandeld. Deze beschuldigingen leverde Sata de bijnaam King Cobra op, Later matigde hij zijn kritiek.
Twee dagen voor de verkiezingen zorgde het Hooggerechtshof nog voor een rel doordat drie nieuwsbladen een verbod kregen op te speculeren op een verkiezingsoverwinning van Sata. Uiteindelijk won deze de verkiezingen. Hij werd gekozen als president en zijn partij behaalde de meeste zetels. Zij behaalde echter geen meerderheid in het parlement. Daar sloten de  Movement for Multi-Party Democracy party en het United Party for National Development een pact, zodat het voor de nieuwe president lastig zal worden nieuwe wetgeving door te voeren die hen niet welgezind is.

## Uitslag

### Presidentsverkiezingen
| Kandidaat          | Partij                                | Stemmen   | %     |
| ------------------ | ------------------------------------- | --------- | ----- |
| Michael Sata       | Patriotic Front                       | 1.170.966 | 41,98 |
| Rupiah Banda       | Movement for Multi-Party Democracy    | 987.866   | 35,42 |
| Hakainde Hichilema | United Party for National Development | 506.763   | 18,17 |
|                    | Overigen                              | 67.037    | 2,40  |
|                    | Ongeldige stemmen                     | 56.677    | 2,03  |
| Totaal             |                                       | 2.789.340 | 100,0 |

### Parlementsverkiezingen
| Partij                                 | Stemmen   | %    | ±%     | zetels | verschil |
| -------------------------------------- | --------- | ---- | ------ | ------ | -------- |
| Patriotic Front                        | 1.028.793 | 38,3 | ▲ 9,5  | 60     | ▲ 17     |
| Movement for Multi-Party Democracy     | 902.619   | 33,6 | ▼ 16,4 | 55     | ▼ 20     |
| United Party for National Development  | 456.873   | 17,0 | ▼ 0,3  | 28     | ▲ 2      |
| Alliance for Democracy and Development | 31.638    | 1,2  | ▲ 1,2  | 1      | ▲ 1      |
| Forum for Democracy and Development    | 20.243    | 0,8  | ▲ 0,8  | 1      | ▲ 1      |
| Onafhankelijken                        | 208.294   | 7,7  | ▲ 5,7  | 3      | 0        |
| Overigen                               | 41.180    | 1,5  |        | 0      | ▼ 9      |
| Totaal                                 | 2.689.540 | 100% |        | 150*   | ▼ 9      |

- Na de verkiezingen waren nog twee zetels vacant.

Presidentsverkiezingen: 1968 · 1973 · 1978 · 1983 · 1988 · 1991 · 1996 · 2001 · 2006 · 2008 · 2011 · 2015 · 2016 · 2021

Parlementsverkiezingen: 1968 · 1973 · 1978 · 1983 · 1988 · 1991 · 1996 · 2001 · 2006 · 2011 · 2016 · 2021

Referenda: 1969 · 2016